# Adolphe Poujol
Pour les articles homonymes, voir Poujol.
Jacques-Marie-Adolphe Poujol dit Poujol fils, né dans l'ancien 10e arrondissement de Paris le 7 juillet 1811 et mort à Dieppe le 13 décembre 1898, est un auteur dramatique, écrivain et chansonnier français.

## Biographie
Fils du dramaturge Alphonse Poujol, on lui doit près de deux cents créations. Ses pièces ont été représentées, entre autres, au Théâtre du Gymnase, au Théâtre de la Gaîté, au Théâtre Déjazet et à la Scala.

## Œuvres
- 1833 : La Visite domiciliaire, drame en 1 acte
- 1834 : La Conquête des airs, rêve philosophique
- 1835 : Les Quatre Mendiants, comédie-vaudeville en 1 acte
- 1837 : Le Bal masqué, ou Une éducation particulière, comédie-vaudeville en 2 actes, avec Henri Duffaud
- 1837 : La Comédie en famille, comédie-vaudeville en 1 acte, mêlée de couplets, avec Adrien Lelioux[3]
- 1837 : La Fiancée de 12 ans, ou Tout pour mon père ! ma mère !, comédie en 2 actes, mêlées de couplets, avec Henri Duffaud
- 1837 : Laurent le paresseux, drame villageois, en 2 actes, mêlé de couplets, avec Henri Duffaud
- 1838 : Jenny, ou le Dernier des Stuarts, comédie historique en 1 acte, mêlée de chants, avec Félix Picard
- 1838 : La Plus Aimable !, comédie en 1 acte, mêlée de chants, avec Henri Duffaud
- 1839 : Le Fils du pêcheur, drame en 1 acte, mêlé de chants
- 1839 : Marguerite, comédie en 1 acte, mêlée de chants, avec Félix Picard
- 1839 : La Pâtissière de d'Armstadt, vaudeville en 2 actes
- 1839 : La Reine des rameaux, comédie-vaudeville en 1 acte, avec Adrien Lelioux
- 1840 : Les Deux Anges, dialogue fantastique en 3 parties, précédé d'un prologue
- 1840 : Le Château de Verneuil, drame en 5 actes
- 1840 : Un service d'ami, vaudeville en 1 acte, avec Félix Dubourg[4]
- 1841 : Marie, ou J'ai quinze ans, comédie en 1 acte, avec Édouard Scheidig[5]
- 1841 : Les Suites d'une faute, ou les Jeunes Lions, comédie-vaudeville en 1 acte, avec Edouard Scheidig
- 1842 : Les Deux Roses, épisode de l'histoire d'Angleterre (1462), en 2 actes, mêlé de chants, avec Edouard Scheidig
- 1842 : Jeanne de Naples, ou la Reine fantôme, épisode de l'histoire de Naples, 1348, en 1 acte mêlé de chants, avec Théodore Barrière
- 1842 : Un premier pas dans le monde, comédie en 3 actes mêlée de chants
- 1842 : Théâtres, acteurs et actrices de Paris: biographie des artistes
- 1843 : Une fille de la Légion d'honneur, épisode historique de 1812, pièce en 2 actes, mêlée de chants, avec Edouard Scheidig
- 1844 : Monsieur Jean, comédie en 2 actes, mêlée de chant
- 1849 : Le Dix décembre, comédie historique en 1 acte, mêlée de chants, avec Edouard Scheidig
- 1851 : Voyage autour de ma chambre, monologue mêlé de chants, avec Edouard Scheidig
- 1854 : L'Ange du village, ou Tout pour mon père, ma mère !, comédie en 2 actes, mêlée de couplets
- 1854 : Fleurs et jeunes filles, ou Les fleurs animées, petites scènes et comédies
- 1854 : Le Cœur d'une fille, ou Contentement passe richesse, comédie-proverbe en 1 acte
- 1854 : La Comédie improvisée, comédie en 1 acte
- 1854 : La Fée de Bretagne, comédie en 1 acte, avec Edouard Scheidig
- 1854 : L'Héroïne de Noël, comédie en 1 acte
- 1854 : Les Moqueurs, comédie en 1 acte
- 1854 : Le Prix de sagesse, ou le Bracelet de cheveux, comédie en 1 acte
- 1856 : Le Monde en miniature, comédie en 1 acte
- 1857 : Le Dr Momus, proverbe-satire en 1 acte
- 1858 : Timide en amour, comédie-proverbe en 1 acte
- 1859 : L'Art de gouverner les femmes, comédie-proverbe en 1 acte
- 1859 : Un intérieur de ménage, petite scène conjugale, proverbe
- 1864 : Marie l'ouvrière, drame en 1 acte, mêlé de chant, avec Edouard Scheidig
- 1866 : À laver la tête d'un âne on perd sa lessive, saynète, comédie-proverbe de société
- 1866 : Les Arguments de Lucrèce, ou les Deux cannes, opérette en 1 acte
- 1866 : Le Cahos [sic], ou les Petites Faiblesses, comédie-proverbe
- 1866 : Une émotion à travers une serrure, monologue passionné et fiévreux
- 1866 : Marie Stuart, drame monologue en 2 parties
- 1866 : Les Paroles et les Actions, comédie-proverbe en 1 acte
- 1866 : La Tireuse de carottes, saynète des mœurs du siècle (souvenir intime)
- 1867 : Les Chevaliers de la plume ou les Petits Grands Hommes, roman
- 1868 : Le Feu à une vieille maison, ou la Merveille de l'exposition, bouffonnerie-proverbe en 2 personnages
- 1868 : Un homme toujours pressé, comédie-proverbe en 1 acte
- 1869 : L'Auberge pour rire, comédie-vaudeville en un acte
- 1869 : Quand on a une fille à marier, opérette comique en 1 acte
- 1869 : La Vengeance d'un revenant, comédie proverbe en 1 acte
- 1872 : Les Comédiennes d'aujourd'hui ou Il ne faut pas jouer avec le feu, comédie en 1 acte
- 1872 : La Lumière dans les ténèbres, comédie en 1 acte
- 1872 : Le Secret du bonheur, comédie en 1 acte, mêlée de chants
- 1874 : Une nymphe de l'Opéra, opérette Pompadour en 1 acte
- 1875 : L'Aumône de l'ouvrière, histoire d'une pauvre famille anglaise, roman
- 1875 : Les Confidences du perroquet, roman
- 1876 : Comment se débarrasser de sa femme, comédie en 1 acte
- 1876 : Le Dr Johnson, comédie historique en 1 acte
- 1876 : Un mari de l'autre monde, aventures singulières d'un grand personnage sous la Régence, roman
- 1878 : Le Roi bébé, saynète, avec Langlois-Fréville[6]
- 1878 : Un spécifique contre l'amour, saynète
- 1882 : Divorcez !... ou la Femme à deux maris, opérette en 1 acte, avec Auguste Jouhaud
- 1883 : Un amoureux électrique, comédie en un acte
- 1883 : Elle l'ôtera, elle ne l'ôtera pas !, vaudeville en 1 acte, avec Auguste Jouhaud
- 1883 : Les Tisons sous la cendre, opérette en 1 acte
- 1883 : Un mari en location, vaudeville en 1 acte, avec Auguste Jouhaud
- 1886 : La Canne du tambour-major, pochade à 2 hommes, avec Auguste Jouhaud
- 1886 : La Cocotte à l'aile coupée, opérette en 1 acte
- 1888 : L'Escapade de la générale, opérette, 1888
- 1888 : La Hausse et la baisse, comédie-spéculation en 1 acte
- 1888 : Un mari incomplet, comédie en 1 acte
- 1889 : Les Remords d'un assassin, comédie en 1 acte, avec Constant Saclé[7]
- Monologues de bon ton
- Une révolution... dans les idées, comédie en 1 acte